# Organizacija držav izvoznic nafte
Organizacija držav izvoznic nafte (angleško Organization of Petroleum Exporting Countries; kratica OPEC) je mednarodno interesno združenje najpomembnejših izvoznic nafte, ki je bilo ustanovljeno leta 1960 v Bagdadu. Organizacijo sestavlja devet držav v razvoju, katerih osrednje gospodarstvo je izvoz nafte. Poslanstvo skupine je usklajevanje politike črpanja in izvoza nafte ter uveljavljanje njihovih zahtev v zvezi z naftnimi posli. Organizacija ima svoj sedež na Dunaju.

## Države članice
Afrika
- Alžirija
- Angola
- Ekvatorialna Gvineja
- Gabon (zapustila OPEC leta 1994, znova pridružena leta 2016)
- Kongo
- Libija
- Nigerija

Bližnji vzhod
- Irak (ustanovna članica)
- Iran (ustanovna članica)
- Kuvajt (ustanovna članica)
- Saudova Arabija (ustanovna članica)
- Združeni arabski emirati

Južna Amerika
- Ekvador (zapustila OPEC leta 1992, znova pridružena leta 2007)
- Venezuela (ustanovna članica)

### Nekdanje članice
- Indonezija (zapustila OPEC leta 2008)
- Katar (zapustila OPEC leta 2019)